# Yi, Huangshan
Yi, tidigare romaniserat Ihsien, är ett härad i staden Huangshan i provinsen Anhui i östra Kina.
Orten är känd för de två världsarvsmärkta byarna Hongcun och Xidi.
Häradet är indelat i fem köpingar och tre socknar.
Köpingar (zhen):

- Biyang (碧阳镇)
- Hongcun (宏村镇)
- Kecun (柯村镇)
- Xidi (西递镇)
- Yuting (渔亭镇)

Socknar (xiang):

- Hongtan (宏潭乡)
- Hongxing (洪星乡)
- Meixi (美溪乡)